# Difluorek ditlenek ksenonu
Difluorek ditlenek ksenonu, nazwa Stocka: difluorek ditlenek ksenonu(VI), XeO
2F
2 – nieorganiczny związek chemiczny ksenonu z fluorem i tlenem. Kształt i obliczoną długość wiązań częsteczki XeO
2F
2 oraz jej dane spektralne opublikowano w 1963 roku.

## Otrzymywanie
W wyniku destylacji tetrafluorku tlenku ksenonu otrzymano homogeniczny ciekły roztwór zawierający XeO
2F
2, XeOF
4, i XeF
2. Do obniżenia temperatury chłodnicy użyto zestalonego CO
2 zamiast ciekłego azotu, aby zapobiec szokowi termicznemu, który mógłby wywołać wybuch kondensującego również XeO
3. Otrzymaną mieszaninę poddano destylacji frakcjonowanej – frakcję XeO
2F
2 zidentyfikowano na podstawie wyników spektrometrycznych.

## Właściwości
Difluoroditlenek ksenonu tworzy bezbarwne ortogonalne kryształy, które ulegają sublimacji w temperaturze 30,8 °C (lub rozkładają się wybuchowo w tej temperaturze).